# ديفيد بيرد (ملحن)
ديفيد بيرد هو ملحن ومخرج كندي، ولد في 1956.